# Roger B. Wilson
Roger B. Wilson (* 10. Oktober 1948 im Boone County, Missouri) ist ein US-amerikanischer Politiker. Er war zwischen Oktober 2000 und Januar 2001 der 52. Gouverneur von Missouri.

## Frühe Jahre und politischer Aufstieg
Wilson besuchte nach der Grundschule bis 1977 das Central Methodist College in Fayette. Danach studierte er an der University of Missouri. Anschließend arbeitete er als Lehrer. Wilson ist Mitglied der Demokratischen Partei. Im Jahr 1979 wurde er in den Senat von Missouri gewählt, dem er 20 Jahre lang angehörte.

## Gouverneur von Missouri
Im Jahr 1992 wurde er als Kandidat seiner Partei zum Vizegouverneur seines Staates gewählt. Damit war er Stellvertreter von Gouverneur Mel Carnahan. Nach dessen Tod bei einem Flugzeugabsturz im Oktober 2000 musste Wilson die restliche Amtszeit Carnahans beenden, der sich zu diesem Zeitpunkt um einen Sitz im US-Senat bewarb. In seiner Zeit als Vizegouverneur und Gouverneur war er unter anderem auch Vorsitzender der Tourismuskommission von Missouri und des Rates zur wirtschaftlichen Entwicklung des ländlichen Raums (Rural Economic Development Council). Wilsons Hauptaugenmerk lag auf der wirtschaftlichen Entwicklung, der Schulpolitik und auf einer effizienten Verwaltung.
Nachdem der verstorbene Mel Carnahan bei der Senatswahl die meisten Stimmen erhalten hatte, ernannte Wilson dessen Ehefrau Jean zu seiner Nachfolgerin.

## Weiterer Lebenslauf
Im Jahr 2004 wurde Wilson Vorsitzender seiner Partei in Missouri. Dieses Amt behielt er bis 2007. Roger Wilson ist verheiratet und hat mit seiner Frau Pat zwei Kinder.